# Dasan-dong, Namyangju
Dasan-dong (koreanska: 다산동)  är en stadsdel i staden Namyangju i  provinsen Gyeonggi i den norra delen av Sydkorea, 17 km nordost om huvudstaden Seoul.

## Indelning
Administrativt är Dasan-dong indelat i:
| Namn    | Namn             | Yta km² | Invånare 31 dec 2020 |
| ------- | ---------------- | ------- | -------------------- |
| 다산1동 | Dasan 1(il)-dong | 5,55    | 77 348               |
| 다산2동 | Dasan 2(i)-dong  | 5,62    | 36 420               |